# 신북로
신북로(Sinbuk-ro)는 제주특별자치도 제주시 조천읍 진드르교차로 에서 북촌삼거리를잇는 도로이다.

## 주요 경유지
제주특별자치도
- 제주시 조천읍

## 노선
| 이름            | 접속 노선                        | 소재지 | 소재지 | 비고 |
| --------------- | -------------------------------- | ------ | ------ | ---- |
| 진드르 교차로   | 일주동로                         | 제주시 | 조천읍 |      |
| 분선동산 교차로 | 국가지원지방도 제99호선 (남조로) | 제주시 | 조천읍 |      |
| 함덕리 교차로   | 함와로                           | 제주시 | 조천읍 |      |
| 북촌삼거리      | 일주동로                         | 제주시 | 조천읍 |      |

## 주요 건물 및 시설
- 조천중학교 (신북로 31/신촌리 2581)
- 신촌초등학교 (신북로 51/신촌리 1828)
- 신촌리사무소 (신북로 54/신촌리 1794-2)
- CU 제주신촌누리점 (신북로 75/신촌리 1894-1)
- 굽네치킨 제주신촌점 (신북로 99/신촌리 539-4)
- SK에너지 데섬주유소 (신북로 111/신촌리 540-3)
- 조천읍사무소 (신북로 194/조천리 3147-2)
- 조천초등학교 (신북로 195/조천리 3140)
- 새마을금고 우정새마을금고 본점 (신북로 216/조천리 2229-12)
- 조천보건지소 (신북로 264/조천리 2347-1)
- 조천파출소 (신북로 295/조천리 2633-1)
- 제주항일기념관 (신북로 303/조천리 1156)
- 조천119센터 (신북로 337/조천리 833-5)
- GS칼텍스 우리주유소 (신북로 448/함덕리 3042)
- BHC치킨 제주함덕점 (신북로 477/함덕리 3092)
- GS25 함덕리라마다점 (신북로 474/함덕리 3077-1)
- 함덕우체국 (신북로 480/함덕리 3088)
- CU 제주함덕신북점 (신북로 505/함덕리 1252-5)
- 본죽 본죽&비빔밥cafe 제주함덕점 (신북로 507/함덕리 1252-1)
- 농협 함덕농협 하나로마트 중앙점 (신북로 514/함덕리 1266-2)
- 함덕파출소 (신북로 515/함덕리 1252-4)
- 함덕리사무소 (신북로 516.함덕리 함덕리 1266-4)
- 설빙 제주함덕점 (신북로 543/함덕리 1002-14)